# Hidrogeografija
Hidrogeografija (njem. Hydrogeographie, od grč. hydor - voda, Gea - Zemlja i graphein - pisati) jest geografska i hidrološka disciplina koja proučava vodu na Zemlji s geografskog stajališta. Hidrogeografija kao disciplina predstavlja srednjoeuropski pojam, danas blizak angloameričkoj disciplini održivog upravljanja vodnim bogatstvima (engl. sustainable water management) te je u svojoj naravi interdisciplinarna, jer se služi spoznajama i dosezima slatkovodne ekologije, geofizike, fizičke geografije, ali i graditeljstva, posebice u svrhu melioracijskih zahvata.
Prve spoznaje hidrogeografije potječu iz hidrometrijskih (mjeriteljskih) i geomorfoloških istraživanja, iz kojih se kasnije kao zasebne discipline izdvajaju potamologija, limnologija, glaciologija i ine. Suvremena hidrogeografija proučava i društvenogeografske i gospodarske utjecaje vode na ljudsko društvo (raspodjela vode), jednako kao i utjecaj čovjeka na ekologiju vodena staništa, njihovu biljnu i životinjsku bioraznolikost. Istraživanja fizikalno-kemijskih svojstava vode imaju široku interdisciplinarnu primijenjivost u nizu područja, od tehnologija pročišćavanja otpadnih voda do upotrebe vode u industrijske svrhe.

## Povijest
Početci hidrogeografije vežu se uz same početke hidrološke znanosti, čiji se razvojni put obično dijeli na tri razdoblja. Prvo razdoblje označuje vremenski tijek od početaka života do izuma temeljnih mjernih uređaja u XVII. stoljeću (termometra i barometra), kojima započinje druga etapa hidrologije. Osnove hidroloških mjerenja (hidrometrije) postavlja Pierre Perrault u svom radu Podrijetlo izvora (1674.), u kojem određuje udio padalina u veličini otjecanja gornjeg toka Seine. Na njegovom tragu nastavlja Edme Mariotte koji izračunom protoka Seine kod Pariza pomoću Perraultova postupka potvrđuje njegovu točnost. Prvu knjigu s naslovom Hidrologija objavljuje Eberhard Melchior 1694. u Frankfurtu na Majni. Sljedeća stoljeća obilježava daljni razvoj hidrometrije u vidu usavršavanja postojećih i pronalaska novih mjernih tehnika i uređaja. Tako je u 1817. na rijeci Savi kod Nove Gradiške postavljen prvi vodomjer u Hrvatskoj. Početkom XX. stoljeća njemački geograf Eduard Brückner objavljuje obrazac za izračunavanje vodne bilance, koji se uz određene izmjene upotrebljava i danas. Treće razdoblje započinje upotrebom radara u mjerenju količine padalina 1950., čime su unaprijeđeni način i brzina mjerenja istog. Uz pionirski pothvat upotrebe radara u hidrometriji, suvremeni napredak hidrologije i hidrogeografije uvelike je potpomognut primjenom izotopa (ponajprije tricija), pomoću kojih se precizno utvrđuje podrijetlo, starost, brzina i smjer gibanja vode te niz drugih čimbenika. Radiološke metode uspješno se primijenjuju u istraživanju zasebnih dijelova hidrološkog ciklusa te u hidrogeološkim ispitivanjima za potrebe građevinarstva. Osobiti doprinos svjetskoj hidrologiji dali su međunarodni programi Međunarodno hidrološko desetljeće (1965. – 1974.) i Međunarodni hidrološki program Svjetske meteorološke organizacije. Zapadnonjemački hidrogeografi izdaju 1978. prvu interdisciplinarnu geografsku studiju odnosa tekućice i njezina poriječja Poriječje Rajne, a još iste godine i Hidrološki atlas SR Njemačke, kao prvi takve vrste.

## Smještaj i podjela
Hidrogeografija se unutar hidrološke znanosti svrstava među njezine posebne discipline, zajedno s agrarnom, šumarskom, obalnom i krškom hidrologijom. Hidrosfera se, kao predmet proučavanja hidrogeohrafija, zasniva na dvama načelima:
1. načelu sveobuhvatnosti, koje proizlazi iz sveopće prisutnosti vode kao tvari i njezina presudna značaja za svu živu prirodu; pošto su se prvi oblici života na Zemlji razvili u vodi, ista se smatra nositeljicom života te
2. načelu cjelovitosti vode, koje se odražava procesima trajnog gibanja vode unutar hidrosfere (hidrološki ciklus), ali i u činjenici da je voda sastavni dio svakog živog bića i ekosustava.

Interdisciplinarnost hidrogeografije očituje se u pet temeljnih stajališta (aspekata) njezina proučavanja:
1. hidrometeorološko, koje težište stavlja na hidrometeorološkim elementima (kiša, snijeg, tuča) kao prvotnim i glavnim izvorima vode,
2. hidrološko, u kojemu je težište na glavnim hidrološkim veličinama - vodostaju, protoku i specifičnom otjecanju,
3. hidrogeološko, koje polazi od međusobnih utjecaja i međudjelovanja vode i geološke osnove (terena), s naglaskom na podzemne vode,
4. hidromorfološko, razmatra međusobne utjecaje vode i reljefa, posebice odnos mora (oceana) i kopna (georeljefa) te
5. hidrosociološko stajalište, čiji je temelji odnos onaj između vode i ljudskoga društva
, uglavnom se odnosi na pitanja održivog upravljanja vodama te hidromelioracijskim postupcima.

## Hidrogeografija u Hrvatskoj
Utemeljiteljem hrvatske hidrogeografije smatra se Josip Riđanović, stipendist Humboldtove zaklade i suradnik Međunarodnog hidrološkog programa. Nakon usavršavanja u Würzburgu, povratkom u Hrvatska uvodi na Geografskom odsjeku zagrebačkoga Prirodoslovno-matematičkog fakulteta, a kasnije i unaprijeđuje kolegij hidrogeografije, kao jedan od rijetkih u Europi, s obzirom na to da je hidrogeografija kao disciplina vezana uz germanofono područje Srednje Europe. Hidrogeografija je u Hrvatskoj usko vezana uz karstologiju i oceanografiju, ponajprije u vidu istraživanja hrvatske istočnojadranske obale. Najveći doprinos uvođenju hidrogeografije u hrvatsko zemljopisno nazivlje ostavlja upravo prof. Riđanović svojim radovima o hidrogeografskim značajkama Plitvičkih jezera, Središnje i Južne Hrvatske. Uz hidromorfološka i hidrogeološka karstološka istraživanja u suvremenoj hrvatskoj hidrogeografiji prednjače istraživanja o upravljanju vodnim bogatstvima, od vodoopskrbe do sustava pročišćavanja otpadnih voda, što označava približavanje »angloameričkoj školi« gospodarenja (upravljanja) vodama (engl. water management), uz klasična hidromorfološka istraživanja »njemačke škole«, danas ponajviše na području potamologije.